# Édouard Riou
Édouard Riou (ur. 2 grudnia 1833 w Saint-Servan, zm. 27 stycznia 1900 w Paryżu) – francuski malarz i ilustrator; autor dziesiątek tysięcy rysunków.
Riou był uczniem Gustave'a Doré'a.

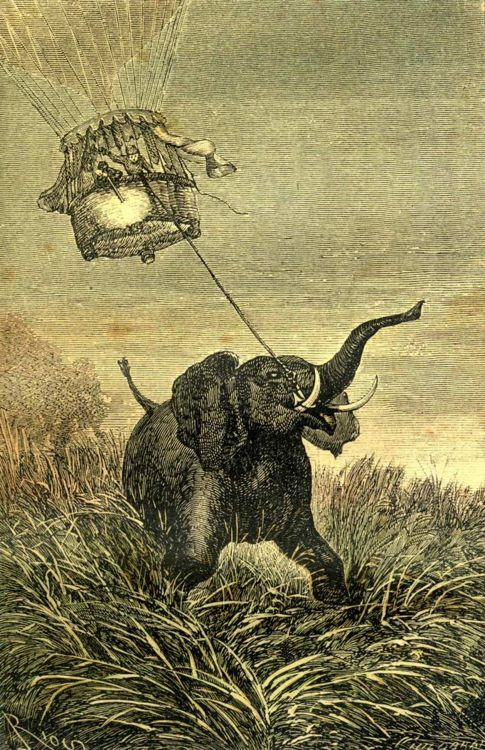
Balon Victoria porwany przez słonia, o którego ciosy zaczepiła się jego kotwica; jedna z ilustracji Édouarda Riou do powieści Juliusza Verne’a Pięć tygodni w balonie.

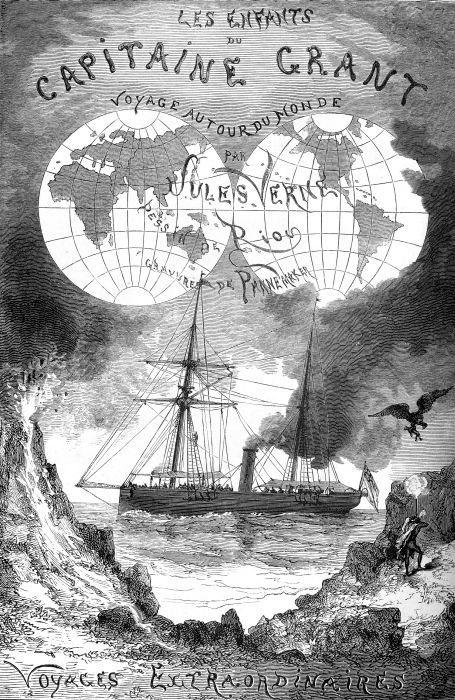
Ilustracja tytułowa z powieści Dzieci kapitana Granta.

Znany jest przede wszystkim z wykonanych ilustracji do kilku wczesnych powieści Juliusza Verne’a z cyklu Niezwykłe podróże (fr. Voyages Extraordinaires), począwszy od Pięciu tygodni w balonie (1865). Jego styl, kładący nacisk na sceny plenerowe, ze skupieniem się na potworach i innych stworzeniach, kontrastuje z bardziej zawiłymi dziełami jego następcy, Léona Benetta.
Riou był także autorem ilustracji do książek Waltera Scotta i Aleksandra Dumasa.
Na wniosek francuskich wydawców został odznaczony Legią Honorową.